# 胜本明孢炱
胜本明孢炱（学名：Armatella katumotoi）是属于小煤炱目小煤炱科明孢炱属的一种真菌，寄生在樟科植物上。该种分布于中国、印度。